# Nick Robinson
Nicholas John Robinson, född 22 mars 1995 i Seattle, är en amerikansk skådespelare. Han är känd för sina roller som Zach Mitchell i Jurassic World, Joe Toy i The Kings of Summer, Ben Parish i The 5th Wave och Olly i Ingenting och allting samt för Simon i Love, Simon.

## Filmografi
| År   | Titel                 | Roll                  | Noter            |
| ---- | --------------------- | --------------------- | ---------------- |
| 2009 | CC 2010               | CC's Father (som ung) | Kortfilm         |
| 2013 | The Kings of Summer   | Joe Toy               |                  |
| 2015 | Jurassic World        | Zach Mitchell         |                  |
| 2015 | The Cav Kid           | Punk Kid              | Kortfilm         |
| 2016 | The 5th Wave          | Ben Parish            |                  |
| 2016 | Being Charlie         | Charlie Mills         |                  |
| 2017 | Ingenting och allting | Olly Bright           |                  |
| 2017 | Krystal               | Taylor Ogburn         |                  |
| 2018 | Love, Simon           | Simon Spier           |                  |
| 2018 | Strange But True      | Phillip               | Under produktion |